# NGC 7269
NGC 7269 (również PGC 68841) – galaktyka spiralna (Sb), znajdująca się w gwiazdozbiorze Wodnika. Odkrył ją w 1886 roku Francis Leavenworth.